# 柯提斯·布朗

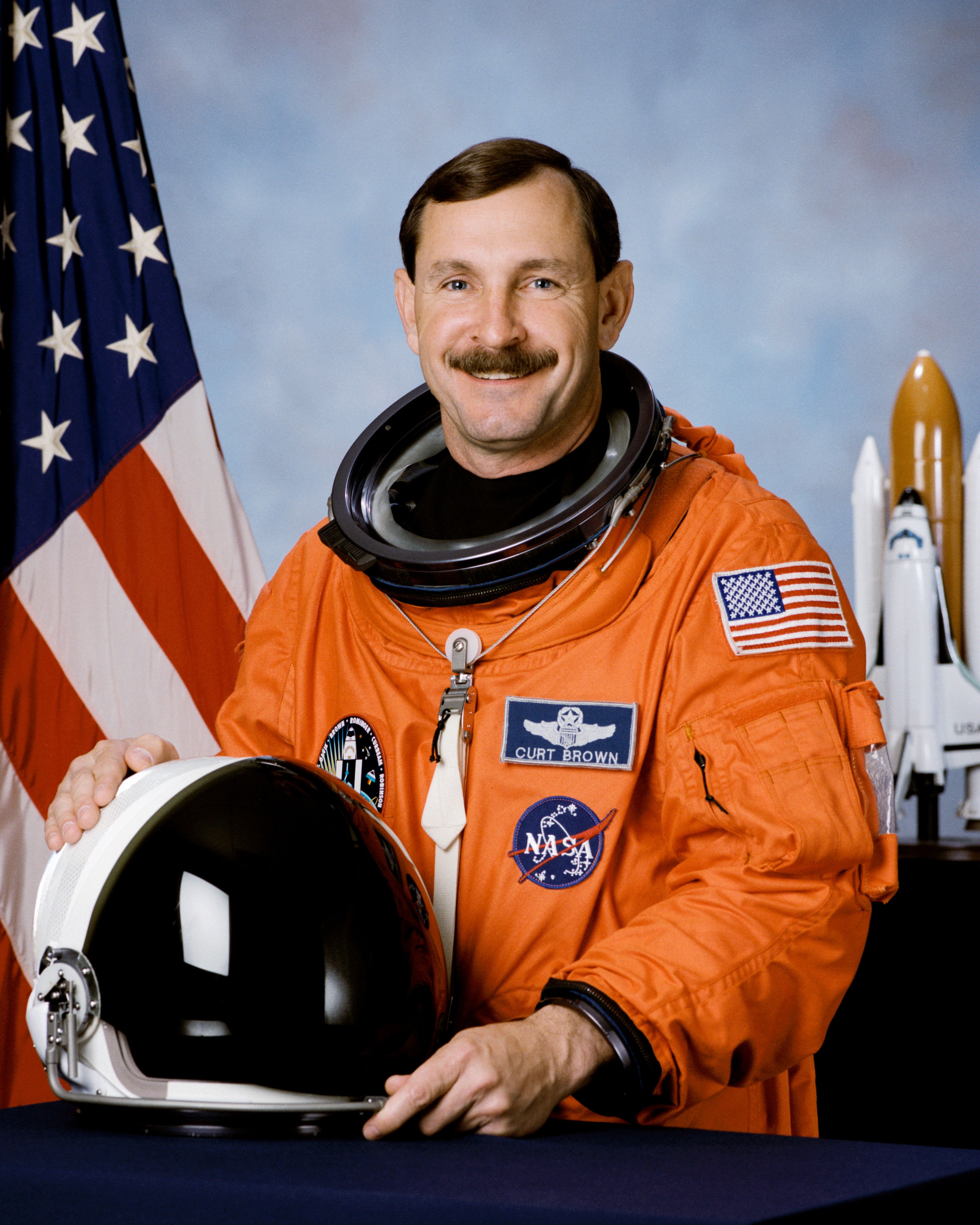
柯提斯·布朗

柯提斯·布朗（Curtis Lee "Curt" Brown, Jr.，1956年3月11日出生于美国北卡罗莱纳州伊丽莎白镇），是一名前美国国家航空航天局宇航员和美国空军退役上校。
布朗在他的家乡上中学，并于1974年在伊丽莎白镇的高校毕业生。1978年他在美国空军专科学院获得电子工程学士学位。
1978年布朗作为少尉加入美国空军，他在德克萨斯州的空军基地完成了飞行基础训练。1979年他完成飞行训练。1980年1月他在亚利桑那州的戴维斯-蒙森空军基地A-10 雷霆二式攻擊機的训练后被派在南卡罗莱纳州的飞行基地飞行A-10。1982月3月他回到戴维斯-蒙森空军基地担任A-10的飞行教练。1983年1月他在奈利斯空军基地参加美国空军战斗机武器学校后回到戴维斯-蒙森空军基地担任A-10的武器和战术训练官。1985年6月他在加利福尼亚州爱德华兹空军基地参加美国空军试验飞行员学校。1986年6月他学成后被派驻到佛罗里达州埃格林空军基地担任A-10和F-16机的试飞员。他共有6000多小时的喷气式飞机飞行记录。
1987年6月布朗被选为美国国家航空航天局宇航员候选人。经过一年的训练后他于1988年8月成为宇航员。此外他还在地面做了许多工作，其中包括改善航天飞机模拟器、研制飞行数据文件、领导宇航员支持组等。布朗共航天六次，总计在太空的时间达1,383小时。他是1992年STS-47、1994年STS-66和1996年STS-77的飞行员，1997年STS-85、1998年STS-95和1999年STS-103的指挥官。
他是多个美国空军和飞行协会的成员。
他获得多项勋章，其中包括国防部服役优秀勋章、两枚国防部军功奖章、空军嘉奖奖章、空军功勋奖章和六枚美国国家航空航天局航天勋章。
布朗未婚，有一个儿子。他爱好滑水、滑雪、水肺潛水、飞行竞速、修理旧汽车、帆船运动和花样飞行。

## 航天飞行
STS-47（1992年9月12日至20日）是一次八天的飞行，它是美国与日本的合作，其重点在于在太空进行生物工程和物质处理。奮進號太空梭在环绕地球126次后在佛罗里达州肯尼迪航天中心着陆，总飞行时间为190小时30分钟23秒。
STS-66（1994年11月3日至14日）的任务主要是研究地球的大气层和能量平衡。阿特兰蒂斯号航天飞机在围绕地球175次后在加利福尼亚州爱德华兹空军基地着陆，总飞行时间为262小时34分钟。
STS-77（1996年5月19日至29日）的任务包括多次与卫星和试验卫星碰头、约21小时在卫星附近进行列阵飞行。在飞行中宇航员在一个试验舱内进行了12个物质处理、流体力学和生物技术的试验。STS-77布署和收回了一枚卫星，这枚卫星有一根可以扩张的天线来试验巨大的，可以伸张的太空结构。此外宇航员还布署了一枚小卫星来试验使用空气力学和磁阻尼的方法自我稳定卫星的方案。整个飞行围绕地球160次，总长度为410万英里，共240小时39分钟。
STS-85（1997年8月7日至19日）中宇航员试验使用日本製的机器人臂、研究了地球大气的变化以及试验了国际空间站所需要的技术。这次飞行环绕地球189次，共470万英里，284小时27分钟。
STS-95（1998年10月29日至11月7日）中宇航员布署了一枚太阳观测卫星、维修了哈勃空间望远镜并作了航天和变老过程的试验。这次飞行环绕地球共134次，飞行长度为360万英里，共213小时44分钟。
STS-103（1999年12月19日至27日）中宇航员成功地布署和维护了哈勃空间望远镜。在三次空间旅行中宇航员提高了空间望远镜的性能。整个飞行共环绕地球120次，320万英里，191小时11分钟。